# Super Prestige Pernod 1979
De Super Prestige Pernod 1979 was de 21e editie van dit regelmatigheidsklassement in het wielrennen. Ten opzichte van vorig jaar werd de kalender uitgebreid tot 25 koersen: het Kampioenschap van Zürich kwam weer terug op de kalender (de wedstrijd telde ook in 1975 al mee). Ook Gent-Wevelgem, Milaan-Turijn en de GP Fourmies leverden voor het eerst punten op. Daarentegen telden de Catalaanse Week en Parijs-Brussel dit jaar niet meer mee voor de Super Prestige Pernod.
Tourwinnaar Bernard Hinault werd de eerste Franse winnaar van het eindklassement sinds 1966. Hij won in totaal vijf koersen die meetelden voor het klassement en verwees Girowinnaar Giuseppe Saronni naar de tweede plaats en Vueltawinnaar Joop Zoetemelk naar plek drie. Het was voor het eerst dat de top drie enkel bestond uit winnaars van een grote ronde. Francesco Moser (de eindwinnaar van vorig seizoen) eindigde als vierde en wereldkampioen Jan Raas werd vijfde. Raas werd dit jaar de eerste renner die drie keer de Amstel Gold Race won. Behalve de Super Prestige Pernod werden er nog twee andere prijzen uitgereikt: de Prestige Pernod voor Franse renners en de Promotion Pernod voor Franse renners onder de 25 jaar.

## Wedstrijden
| Datum           | Koers                                    | Winnaar                |
| --------------- | ---------------------------------------- | ---------------------- |
| 7–14 maart      | Parijs-Nice (1979)                       | Joop Zoetemelk         |
| 17 maart        | Milaan-San Remo (1979)                   | Roger De Vlaeminck     |
| 1 april         | Ronde van Vlaanderen (1979)              | Jan Raas               |
| 4 april         | Gent-Wevelgem (1979)                     | Francesco Moser        |
| 8 april         | Parijs-Roubaix (1979)                    | Francesco Moser        |
| 10 april        | Waalse Pijl (1979)                       | Bernard Hinault        |
| 14 april        | Amstel Gold Race (1979)                  | Jan Raas               |
| 22 april        | Luik-Bastenaken-Luik (1979)              | Dietrich Thurau        |
| 1 mei           | Rund um den Henninger-Turm (1979)        | Daniel Willems         |
| 6 mei           | Kampioenschap van Zürich (1979)          | Giuseppe Saronni       |
| 24 april–13 mei | Ronde van Spanje (1979)                  | Joop Zoetemelk         |
| 8–13 mei        | Ronde van Romandië (1979)                | Giuseppe Saronni       |
| 9–13 mei        | Vierdaagse van Duinkerke (1979)          | Daniel Willems         |
| 20 mei          | Bordeaux-Parijs (1979)                   | André Chalmel          |
| 21–28 mei       | Critérium du Dauphiné Libéré (1979)      | Bernard Hinault        |
| 17 mei–6 juni   | Ronde van Italië (1979)                  | Giuseppe Saronni       |
| 13–17 juni      | Grand Prix du Midi Libre (1979)          | Giuseppe Saronni       |
| 13–22 juni      | Ronde van Zwitserland (1979)             | Wilfried Wesemael      |
| 27 juni–22 juli | Ronde van Frankrijk (1979)               | Bernard Hinault        |
| 26 augustus     | Wereldkampioenschap in Valkenburg (1979) | Jan Raas               |
| 1 september     | Milaan-Turijn (1979)                     | Alfio Vandi            |
| 9 september     | GP Fourmies (1979)                       | Jean-Luc Vandenbroucke |
| 23 september    | Grote Landenprijs (1979)                 | Bernard Hinault        |
| 30 september    | Grote Herfstprijs (1979)                 | Joop Zoetemelk         |
| 13 oktober      | Ronde van Lombardije (1979)              | Bernard Hinault        |

## Eindklassementen

### Individueel
| Plek | Renner             | Punten |
| ---- | ------------------ | ------ |
| 1    | Bernard Hinault    | 421    |
| 2    | Giuseppe Saronni   | 330    |
| 3    | Joop Zoetemelk     | 325    |
| 4    | Francesco Moser    | 245    |
| 5    | Jan Raas           | 240    |
| 6    | Daniel Willems     | 203    |
| 7    | Roger De Vlaeminck | 150    |
| 8    | Henk Lubberding    | 138    |
| 9    | Dietrich Thurau    | 127    |
| 10   | Hennie Kuiper      | 108    |

- Prestige Pernod: Bernard Hinault
- Promotion Pernod: Patrick Bonnet

1959 · 1960 · 1961 · 1962 · 1963 · 1964 · 1965 · 1966 · 1967 · 1968 · 1969 · 1970 · 1971 · 1972 · 1973 · 1974 · 1975 · 1976 · 1977 · 1978 · 1979 · 1980 · 1981 · 1982 · 1983 · 1984 · 1985 · 1986 · 1987